# Givrycourt
Givrycourt – miejscowość i gmina we Francji, w departamencie Mozela, w regionie Lotaryngia, założona w roku 1629 przez kardynała Givry, biskupa Metzu. Według danych na rok 2009 gminę zamieszkiwały 102 osoby.